# 弗魯穆希察鄉
45°40′N 28°04′E / 45.667°N 28.067°E
弗魯穆希察鄉（羅馬尼亞語：Comuna Frumușița, Galați），是羅馬尼亞的鄉份，位於該國東部，由加拉茨縣負責管轄，面積113平方公里，海拔高度34米，2007年人口5,362，人口密度每平方公里47人。